# Тесеи, Донателла
Донателла Тесеи (итал. Donatella Tesei; род. 17 июня 1958, Фолиньо) — итальянский политик, губернатор Умбрии (2019—2024).

## Биография
Окончила классический лицей имени Федерико Фрецци в Фолиньо, получила высшее юридическое образование в университете Перуджи. С 1982 года стажировалась в Сполето, в 1984 году принята в адвокатскую коллегию Сполето, с 1999 года специализировалась на кассационном судопроизводстве. В 2001—2002 годах являлась заместителем председателя экзаменационной комиссии коллегии адвокатов Сполето.
В июне 2009 года стала первой женщиной, а также первым представителем правоцентристов в должности мэра Монтефалько.
25 мая 2014 года переизбрана мэром с результатом 62,8 %.
На парламентских выборах 2018 года избрана в Сенат от 2-го одномандатного округа Терни при поддержке Лиги Севера, партии Вперёд, Италия, Братья Италии и списка «Мы с Италией — СЦ» (за неё проголосовали 38,54 % избирателей).
27 октября 2019 года на региональных выборах в Умбрии победу одержал правоцентристский список во главе с Тесеи, при этом за Лигу Севера проголосовали 36,9 % избирателей, а за блок Тесеи в общей сложности — 57,5 % (Демократическую партию поддержали 22,3 %).
11 ноября 2019 года официально вступила в должность главы региональной администрации, приняв полномочия у Фабио Папарелли (Fabio Paparelli), временного исполнявшего обязанности главы региона после отставки Катюши Марини. 2 декабря 2019 года отказалась от мандата сенатора.
29 февраля 2024 года достигнуто коалиционное соглашение правоцентристских партий Братья Италии, Вперёд, Италия, Лига, Мы умеренные, Союз Центра о поддержке на региональных выборах Донателлы Тесеи в Умбрии, Вито Барди в Базиликате и Альберто Чирио в Пьемонте.
31 октября 2024 года прокуратура Перуджи отправила в архив дело по обвинению Тесеи в злоупотреблении властью.